# 橋本鐵彦
橋本 鐵彦（はしもと てつひこ、1904年5月5日 - 2001年4月9日）は、吉本興業社長。興行師、芸能プロモーター。

## 来歴・人物
東京大学出身。大学時代にはドイツ文学と新劇運動に没頭。インテリを買われ浅草で芝居の台本や芝居の現場監督をしていた。この頃に芝居を見に来た吉本の林正之助と知り合い、後に東京吉本の社長になる林弘高と3人でお茶屋で食事をする、林弘高の紹介で1931年12月に吉本興行部（のちの吉本興業）に入社。入社後は文藝部、宣伝部、映画部を立ち上げる。その後文藝部の部長になり秋田實、長沖一、吉田留三郎らを入社させる。1933年に宣伝部が創設されのちに部長となり「吉本演藝通信」「ヨシモト」などの広報誌を発表。1932年3月に吉本興業が「吉本興業合名会社」として改組された際に、営業品目の一つとして「漫才」の表記が既に使われていること（なお、橋本の吉本興業入社は合名会社への改組後である）などから、「漫才」の名付け親は橋本ではなく、当時同社の総支配人だった林正之助であるとする説もある。
戦後は常務などを歴任。1959年にはそれまで映画やプロレス興行に力を入れていたが演芸・吉本復活させるべくうめだ花月を開場に尽力。1973年に林正之助の後をついで社長に就任。1977年に八田竹男に社長職を譲り勇退し相談役に就任し退社。
2001年4月9日に死去。享年96。

## 演じた人物
- 金子昇（吉本百年物語「笑う門には、大大阪」）
- 高川裕也（吉本百年物語「焼け跡、青春手帖」）